# Yuji Tamaki
Yuji Tamaki (Fukui, 1916 — São Paulo, 1979) foi um pintor, desenhista e professor nipo-brasileiro.  Em 1932, emigrou para o Brasil e estabeleceu-se inicialmente no interior de São Paulo. Nessa mesma época, viajou ao Rio de Janeiro, onde estudou pintura sob a orientação de Bruno Lechowski (1887-1941), tornando-se membro do Núcleo Bernardelli, um grupo de artistas que incluía Yoshiya Takaoka, José Pancetti, Ado Malagoli e outros.

Em 1935, Tamaki foi um dos fundadores do Grupo Seibi em São Paulo e participou do 3º Salão Paulista de Belas Artes. Nos anos de 1937 e 1938, recebeu prêmios no Salão Nacional de Belas Artes no Rio de Janeiro. Em 1948, juntou-se ao Grupo 15 e expôs no IAB em São Paulo no ano seguinte. Também participou de exposições com o Grupo Guanabara em 1950, 1958 e 1959. Tamaki foi premiado nos anos de 1963 e 1964 no Salão Seibi, além de expor nas edições de 1964 e 1966. Em 1966, ele fez parte da mostra "Artistas Nipo-Brasileiros" realizada no MAC/USP. Também teve exposições individuais na galeria Cosme Velho em 1969 e 1970. Sete anos depois, participou da exposição "Grupo Santa Helena: Década 35 a 45" no MAB/Faap. Em 1980, sua obra foi tema de uma retrospectiva na galeria Place des Arts, localizada no Rio de Janeiro.